# Thriller & Mistery
Este o serie a editurii Humanitas care traduce in limba romana cele mai recente best-sellere internationale in genul Thriller.

## Carti
David Hewson/
Anotimpul mortilor
Michael Marshall/
Oamenii de paie
Boris Akunin/
Gambit turcesc
Koji Suzuki/
Ring 2 - Spirala
Lee Child/
Sa nu gresesti
Alex Berenson/
Agentul credincios
Lawrence Block/
Cand sfanta crasma se inchide
Yrsa Sigurdardottir/
Ultimul ritual
Lisa Unger/
Minciuni periculoase
Boris Akunin/
Azazel
Lee Child/
Capcana Margrave
Koji Suzuki/
Ring 1 - Cercul
Matthew Pearl/
Clubul Dante
Nick Drake/
Nefertiti. Cartea Mortilor
Jed Rubenfeld/
Interpretarea crimei
Michael Byrnes/
Secretul lui Iosif
Dan Fesperman/
Prizonierul din Guantanamo